# Неделько, Фёдор Никитович
Фёдор Никитович Неделько (16 июня 1924, Ясная Поляна, Акмо́линская область — 3 апреля 2012, Ордынское, Новосибирская область) — командир миномётного расчёта 538-го стрелкового полка 120-й стрелковой дивизии 21-й армии 1-го Украинского фронта, старший сержант — на момент представления к награждению орденом Славы 1-й степени.

## Биография
Родился 16 июня 1924 года в селе Ясная Поляна (ныне — Москаленского района Омской области) в семье крестьянина. Семья была раскулачена и сослана в спец. поселение в районе города Комсомольск Тисульского района Кемеровской области.  Окончил 10 классов. Работал учителем в начальной школе в посёлке Кия Тисульского района Кемеровской области.
В Красной Армии с августа 1942 года. Служил в Забайкалье. В боях Великой Отечественной войны с февраля 1944 года. Участвовал в освобождении Эстонии, Польши, в боях на Сандомирском плацдарме, форсирование рек Висла, Одер, Нейсе.
Наводчик 82-милимитрового миномёта 538-го стрелкового полка младший сержант Ф. Н. Неделько в ходе боевых действий 26-29 апреля 1944 года в 16 километрах юго-западнее города Нарва форсировал реку Нарва и в ходе боёв из миномёта уничтожил более отделения солдат, накрыл пять огневых точек противника. Был ранен в правую руку, но свою позицию не покинул.
Приказом командира 120-й стрелковой дивизии от 6 мая 1944 года младший сержант Неделько Фёдор Никитович награждён орденом Славы 3-й степени.
Командир миномётного расчёта того же полка, дивизии старший сержант Ф. Н. Неделько 23 января 1945 года в боях за населённый пункт Одерфельде в составе расчёта поразил две огневые точки противника. На следующий день огнём из миномёта была отражена контратака противников, уничтожено до двух десятков вражеских солдат и офицеров. 25 января, когда кончились боеприпасы, старший сержант Ф. Н. Неделько не растерялся, приказал отражать контратаку врага огнём из автоматов, карабинов и ручными гранатами. В этом бою он уничтожил пятнадцать фашистов.
Приказом по 21-я армия от 28 марта 1945 года старший сержант Неделько Фёдор Никитович награждён орденом Славы 2-й степени.
В одном из дальнейших боёв от прямого попадания снаряда миномётный расчёт старшего сержанта Ф. Н. Неделько погиб, а сам он был контужен. После излечения он был направлен в стрелковое подразделение и выполнял задачи по охране штаба полка. 26 марта 1945 года у населённого пункта Билау группа противников, прорываясь из окружения, на рассвете атаковала штаб. Ф. Н. Неделько организовал отражение пятнадцати атак, уничтожил большое число солдат и офицеров противника, несколько фашистов взял в плен.
Указом Президиума Верховного Совета СССР от 27 июня 1945 года за мужество, отвагу и героизм, старший сержант Неделько Фёдор Никитович награждён орденом Славы 1-й степени. Стал полным кавалером ордена Славы.
В 1946 году он был демобилизован. В 1950 году окончил Томский педагогический институт. Работал учителем немецкого языка Кожевниковской средней школы в Томской области. В 1952 году он вновь был призван на военную службу, ему было присвоено воинское звание «лейтенант». Был направлен переводчиком немецкого языка в Военный трибунал 1-й гвардейской танковой армии в составе Группы советских войск в Германии. Член КПСС с 1972 года. В 1956 году был демобилизован.
С 1956 года жил в посёлке городского типа Ордынское Ордынского района Новосибирской области, работал учителем немецкого языка в средней школе № 1. С 1986 года — на пенсии. Вёл активную общественную деятельность, а также патриотическую работу среди молодёжи и населения Ордынского района и Новосибирской области.
Участник юбилейных Парадов Победы в Москве в 1975 и 1995 годах.
Скончался 3 апреля 2012 года. Он был последним в Новосибирской области полным кавалером ордена Славы. Похоронен на кладбище посёлка Ордынское.

## Награды
Награждён орденами Славы 1-й, 2-й и 3-й степени, Отечественной войны 1-й степени, медалями, знаком отличия «За заслуги перед Новосибирской областью».
Почётный гражданин Ордынского района Новосибирской области.

## Память
Его имя увековечено на Аллее Героев у Монумента Славы в Новосибирске, а также в Ордынском мемориальном парке героев-земляков.